# Сибіріада
«Сибіріа́да» (рос. «Сибириада») — російський радянський художній фільм 1978 року радянського режисера Андрія Кончаловського. Складається з чотирьох серій.

## Сюжет
Фільм складається з чотирьох частин, кожна з яких охоплює певний проміжок часу XX століття. Перший охоплю початок XX століття і 1920-ті роки, другий 1930-ті — 1940-ві роки, третій і четвертий — 1960-ті роки.
В основі фільму лежить історія двох родів, які живуть в сибірському селі Єлань: «бідних» Устюжаніних і «багатих» Соломіних.

## У ролях
| Актор                 | Роль                               |
| --------------------- | ---------------------------------- |
| Микита Михалков       | Олексій Устюжанін                  |
| Віталій Соломін       | Микола Устюжанін                   |
| Сергій Шакуров        | Спиридон Соломін                   |
| Наталія Андрейченко   | Анастасія Соломіна                 |
| Людмила Гурченко      | Тая Соломіна (в 1960-ті роки)      |
| Володимир Самойлов    | Афанасій Устюжанін                 |
| Євген Перов           | Єрофій Соломін                     |
| Михайло Кононов       | Родіон Климентов                   |
| Костянтин Григор'єв   | геолог Гур'єв                      |
| Микола Скоробогатов   | Єрмолай                            |
| Павло Кадочников      | Вічний дід                         |
| Олена Корєнєва        | Тая Соломіна (в 1940-ті роки)      |
| Дмитро Бузилев        | циган Мітя                         |
| Євген Леонов-Гладишев | Олексій Устюжанін (в 1940-ті роки) |
| Іван Дмитрієв         | Блінов                             |
| Вадим Вільський       | член президії                      |
| Валентина Ананьїна    | селянка                            |

## Знімальна група
- Режисер-постановник: Андрій Кончаловський
- Автори сценарію: Валентин Єжов, Андрій Кончаловський
- Оператори: Леван Пааташвілі, Борис Травкін (комб. зйомки)
- Художники: Олександр Адабаш'ян, Микола Двигубський
- Композитор: Едуард Артем'єв

## Нагороди
- 1979: Гран-прі журі 32-го Каннського кінофестивалю
- 1982: Спеціальний приз МКФ в Х'юстоні